# سفارة الولايات المتحدة في بوتسوانا
سفارة الولايات المتحدة في بوتسوانا هي أرفع تمثيل دبلوماسي لدولة الولايات المتحدة لدى بوتسوانا. تقع السفارة في غابورون وهي تهدف لتعزيز المصالح الأمريكية في بوتسوانا.

## وصلات خارجية
- الموقع الرسمي
- قائمة سفارات الولايات المتحدة
- قائمة السفارات في بوتسوانا